# Wolfgang Rüfner
Wolfgang Rüfner (* 8. September 1933 in Hanau; † 2. April 2025 in Trier) war ein deutscher Rechtswissenschaftler auf dem Gebiet des Öffentlichen Rechts und katholischen Kirchenrechts. Er lehrte von 1985 bis 1998 als Professor für Öffentliches Recht und Kirchenrecht an der Universität zu Köln und war anschließend bis 2010 Direktor des Instituts für Staatskirchenrecht der Diözesen Deutschlands.

## Leben
Rüfner war ein Sohn des Professors der Philosophie Vinzenz Rüfner. Er verbrachte seine Schulzeit in Bamberg, wo er im Juli 1952 am Neuen Gymnasium die Reifeprüfung ablegte. Im Wintersemester 1952/53 begann er ein Studium der Philosophie an der Universität Würzburg. Nach einem Studienortwechsel nach Bonn im Sommersemester 1953 nahm er dort im Wintersemester 1953/54 das Studium der Rechtswissenschaften auf. Im Jahr 1957 legte er sein erstes juristisches Staatsexamen ab und trat in den Referendardienst des Landes Nordrhein-Westfalen ein. Im Mai 1961 promovierte er mit einer Arbeit über den „Verwaltungsrechtsschutz in Preußen von 1749 bis 1842“ zum Doktor der Rechte. Nach dem zweiten juristischen Staatsexamen im Jahr 1961 nahm Rüfner zum November des gleichen Jahres die Aufgaben eines wissenschaftlichen Assistenten am Institut für Völkerrecht der Rheinischen Friedrich-Wilhelms-Universität Bonn wahr. Am 15. Mai 1966 wurde er an der Rechts- und Staatswissenschaftlichen Fakultät der Universität Bonn auf Grund der von Ulrich Scheuner betreuten Schrift „Formen öffentlicher Verwaltung im Bereich der Wirtschaft“ habilitiert und erhielt die Venia legendi für Staats- und Verwaltungsrecht.
Im Sommersemester 1967 führte ihn ein Lehrauftrag für deutsches öffentliches Recht an die Universität Lausanne. Es folgte eine Lehrstuhlvertretung an der Universität des Saarlandes in Saarbrücken im Wintersemester 1967/68. Er erhielt Rufe nach Innsbruck, Graz und Kiel und nahm letzteren Ruf an. Am 30. Oktober 1969 wurde Rüfner zum ordentlichen Professor an der Juristischen Fakultät der Christian-Albrechts-Universität zu Kiel ernannt. In den Jahren 1975 bis 1977 war er Dekan seiner Fakultät. Im Jahr 1979 folgte er einem Ruf an die Universität des Saarlandes. In Saarbrücken erreichte ihn im Jahr 1984 ein Ruf an die Universität zu Köln auf den Lehrstuhl für Öffentliches Recht und Kirchenrecht. Zum 1. April 1985 wurde Rüfner zum Direktor des Instituts für Kirchenrecht und rheinische Kirchenrechtsgeschichte der Universität zu Köln ernannt. Schon kurz nach seiner Berufung wählte ihn die Rechtswissenschaftliche Fakultät zum Dekan. Dieses Amt bekleidete er von 1986 bis 1988.
Nach seiner Emeritierung im Herbst 1998 wurde Rüfner in der Nachfolge von Joseph Listl zum Geschäftsführenden Direktor des Instituts für Staatskirchenrecht der Diözesen Deutschlands berufen. 2011 folgte ihm Ansgar Hense.
Rüfner hat umfangreich zu Fragen des Staatskirchenrechts, des Allgemeinen Verwaltungsrechts, insbesondere des Staatshaftungsrechts, des Besonderen Verwaltungsrechts und des Sozialrechts publiziert. Er ist Träger des Päpstlichen Gregoriusordens.
Der Trierer Zivilrechtsprofessor Thomas Rüfner ist sein Sohn.

## Schriften (Auswahl)
- Verwaltungsrechtsschutz in Preussen von 1749 bis 1842 (= Bonner rechtswissenschaftliche Abhandlungen, Bd. 53). Röhrscheid, Bonn 1962 (Dissertation Universität Bonn).
- Formen öffentlicher Verwaltung im Bereich der Wirtschaft (= Schriften zum öffentlichen Recht, Bd. 44). Duncker & Humblot, Berlin 1967 (Habilitationsschrift Universität Bonn).
- Einführung in das Sozialrecht (= Schriftenreihe der Juristischen Schulung, Bd. 53). Beck, München 1977, ISBN 3-406-05076-X (2. Aufl. 1991).
- mit Georg-Christoph von Unruh und Hartmut Borchert: Öffentliches Recht. Zwei Bände. 5. Aufl. Metzner, Frankfurt/M. 1983–1988.
- mit Rupert Scholz: Die Einigung Deutschlands und das deutsche Staat-Kirche-System. Aschendorff, Münster 1992, ISBN 3-402-04357-2.
- (Mitarb.): Allgemeines Verwaltungsrecht. 12. Aufl. De Gruyter, Berlin 2002, ISBN 3-89949-017-7.
- mit Stefan Muckel: Besonderes Verwaltungsrecht. Polizei- und Ordnungsrecht, Kommunalrecht. 2. Aufl. Luchterhand, Neuwied 2002, ISBN 3-472-05089-6.